# Ingeborg Hallstein
Ingeborg Hallstein (Monaco di Baviera, 23 maggio 1936) è un soprano tedesco di coloratura.

## Biografia
Debuttò nel 1956 a Passavia ne ruolo di Musetta ne La bohème e tre anni dopo entrò a far parte della compagnia dell'Opera di Stato della Baviera. Tra le sue esibizioni si ricordano Rosina ne La finta semplice (Salisburgo, 1960) e la Regina della Notte ne Il flauto magico (Theater an der Wien, 1962). Si esibì nelle principali città europee e creò il ruolo di Autonoe de Le Bassaridi di Hans Werner Henze, opera che debuttò nel 1966 a Salisburgo.
Tra i ruoli del suo repertorio si ricordano Konstanze, Fiordiligi, Susanna, Norina, Marie (Zar e carpentiere), Aennchen (Il franco cacciatore), Violetta, Gilda, Nedda, Sophie e Zerbinetta. Nel 1981 divenne docente al Musikhochschule di Würzburg.